# بخش مرکزی شهرستان مهدی‌شهر
بخش مرکزی شهرستان مهدیشهر یکی از بخش‌های شهرستان مهدی‌شهر در استان سمنان ایران است.مرکز این بخش شهر مهدیشهر است.

## تقسیمات کشوری
- بخش مرکزی

- - دهستان حومه
    - مرکز: مهدیشهر

  - دهستان درجزین
    - مرکز: درجزین

روستاها:
- علی آباد
- امامزاده زینعلی

شهرها: مهدیشهر، درجزین

## جمعیت
بنابر سرشماری مرکز آمار ایران، جمعیت آن در سال 
۱۳۹۵ برابر با ۳۶،۲۸۴ نفر بوده است.